# عبد الكريم فضل الثاني
عبد الكريم فضل بن علي الثاني (1918-1947) هو سلطان سلطنة لحج في الفترة من عام 1915 وحتى وفاته في عام 1947. ثالث عشر سلطان العبدليين، وآخرهم في عدن ولحج.
ومن أعماله، افتتاح أول مشتشفى في منطقة لحج وإدخال الكهرباء إلى البلاد وتأسيس مدرسة الحسينية وغيرها.
أخيه هو الشاعر والمؤرخ والكاتب والملحن والقائد العسكري أحمد فضل القمندان.

## نسبه
هو السلطان السر عبد الكريم بن فضل بن علي بن محسن بن فضل بن محسن بن فضل بن علي بن صلاح بن سلّام بن علي العبدلي السلّامي.